# 日本美普教会
日本美普教会（にほんみふきょうかい）は日本の教派でメソジストの流れにあった教会。

## 特徴
「教派別日本基督教史」によれば、美普教会(The Methodist Protestant Church)はメソジスト監督教会（米国メソヂスト教会）から1830年に分離した教会である。ウエスレーを創始者とする点、教義においてはメソヂスト教会と同じである。「美普教会が、メソヂスト監督教会から分裂した理由は教会政治の点に存した。メソヂスト監督教会はその憲法において立法の権は全部教職の手に在る事とし、平信徒や定住伝道者はこれに参与する事が出来なかった。そしてその政治は殆ど監督のなすところであった。何人も異議を押しはさむことが出来ない規定である。然るに時代の推移につれてこの政治に不満を抱くものが生じ、有力なる定住伝道者、信徒の間には教会政治にも参与せんと欲する者が出てきた。（中略）その信条なり、教義なりは母教会と何ら異なるものではない。只教会政治においては教職も信徒も平等で、監督とか長老とか置かない」ことが特徴とされた。

## 沿革
- 1828年 米国メソジスト監督教会からメソジスト・プロテスタント教会として独立する。
- 1880年 エイチ・ジー・ブリテン宣教師が来日
- 1886年 横浜英和学校（現：青山学院横浜英和中学校・高等学校）を設立
- 1897年 エフ・シー・クライン宣教師が中心となり名古屋英和学校および神学校（後の名古屋学院）を設立
- 1892年 最初の年会を開催。日本美普教会が成立。東京、横浜、静岡、名古屋の4教区設立
- 1916年 日本人教職の稲沼鋳代太が年会議長となる
- 1941年 日本基督教団設立にあたり日本メソヂスト教会と合同し第2部を形成。現在、日本基督教団更新伝道会がある。

## 文献
- 『日本美普教会年譜』
- 『メソジスト・プロテスタント・チャーチ・イン・ジャパン（クランメル論集）』
- 『教派別日本基督教史』